# Arroz japonica

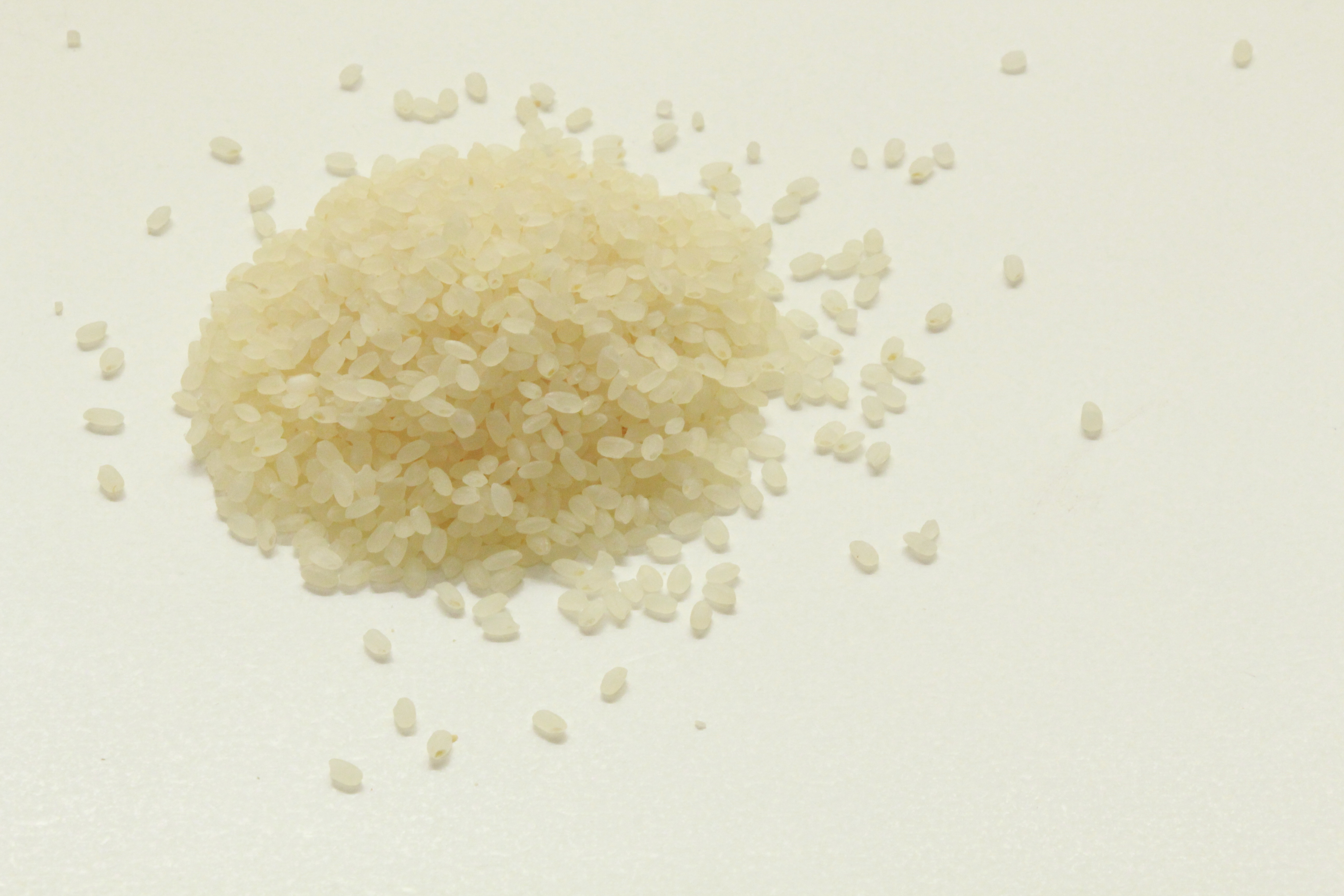
Granos de Arroz japonica.

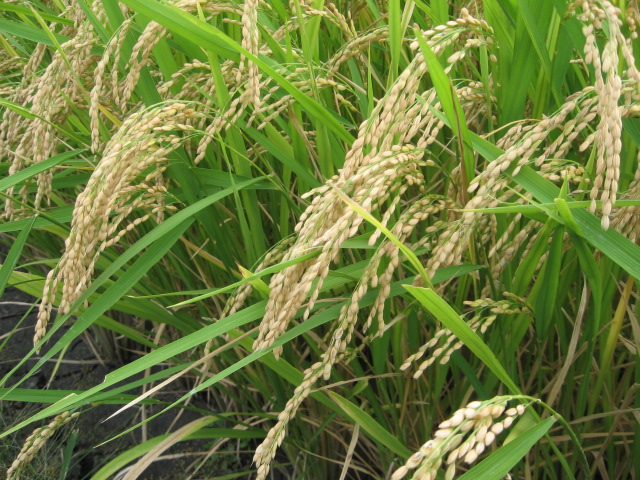
Planta de arroz japonica en Japón.

El arroz japonica (ジャポニカ米?) (Oryza sativa japonica), a veces llamado arroz sinica, es una de las dos principales variedades domésticas de arroz asiático. Se cultiva y consume ampliamente en China, Japón, Corea y Taiwán, mientras que en la mayoría de las otras regiones, el arroz indica (インディカ米) es el tipo de arroz dominante.

## Características
Los granos de arroz japonica son más redondos, más gruesos y más duros comparados con los granos de arroz indica que son más largos, más finos y más esponjosos. El arroz japonica también es más pegajoso debido al mayor contenido de amilopectina, mientras que el almidón del arroz indica contiene menos amilopectina y más amilosa. Esta característica le hace ideal para el sushi. Las plantas de arroz japonica también son más cortas que las del arroz indica.

## Clasificación
El arroz japonica se puede clasificar en tres subgrupos, temperate japonica, tropical japonica (también conocida como 'javanica', Oryza sativa subsp. javanica, y  aromatic japonica.
La temperate japonica se cultiva en el este de Asia (China, Japón, Corea y Taiwán), mientras que la tropical japonica se encuentra en Indonesia, Madagascar y América, donde fue traída con el comercio de esclavos. Existen grandes extensiones de  cultivo en California.

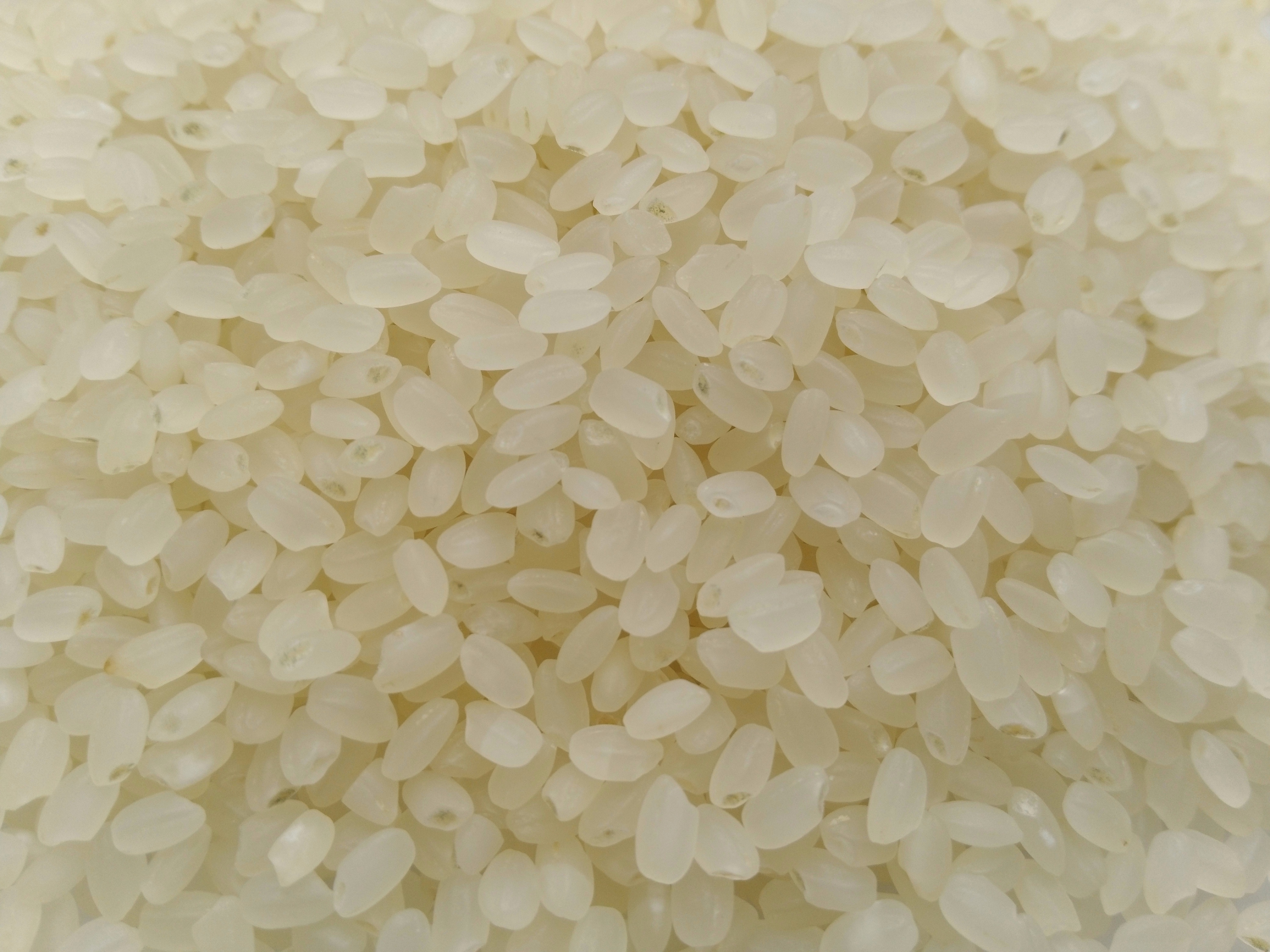
Arroz aromático japonica.
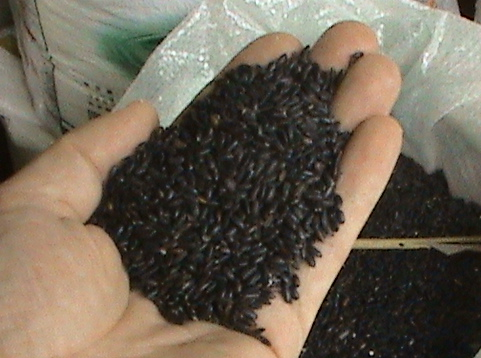
Arroz negro japonica.
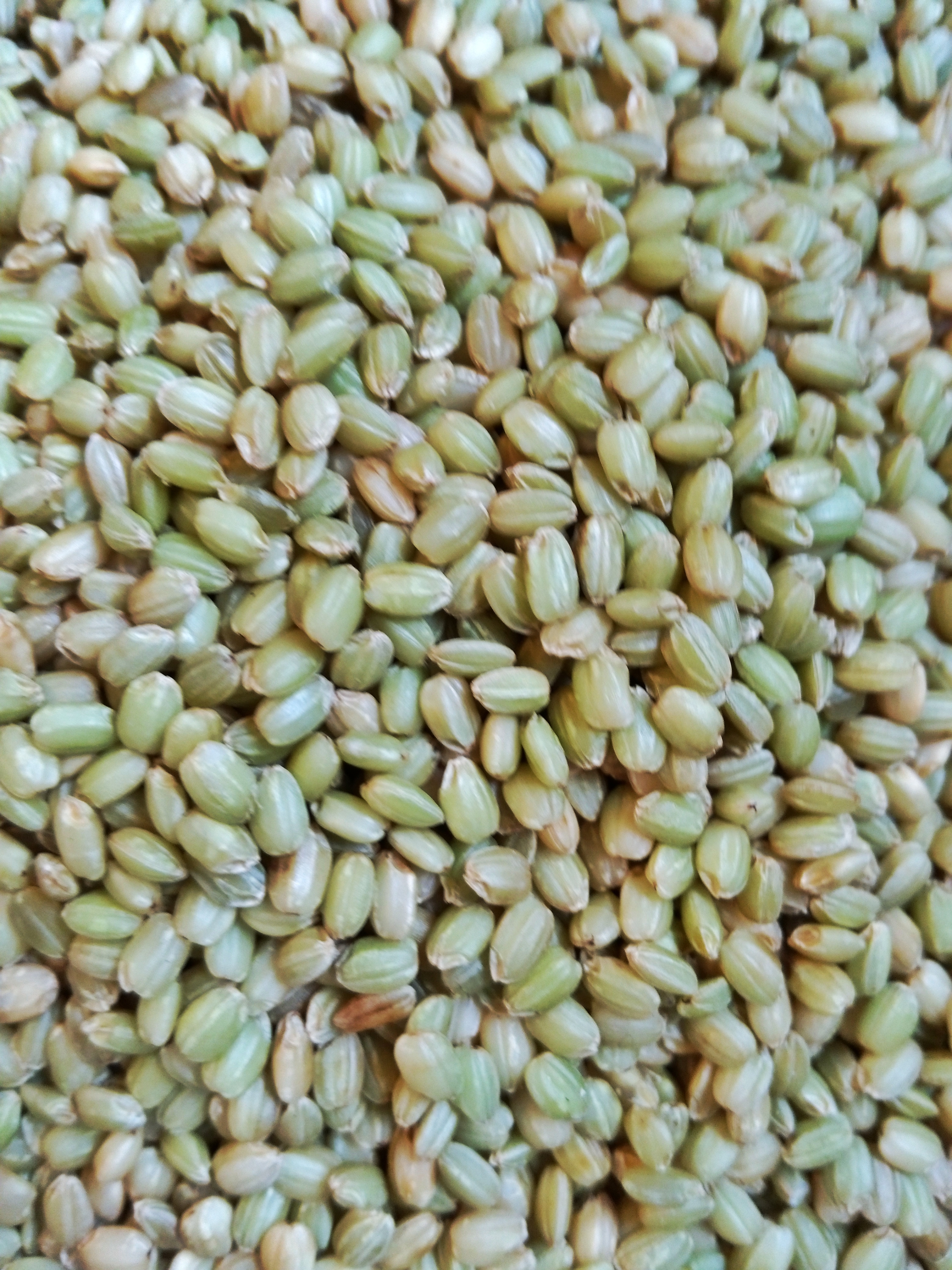
Arroz verde japonica o Cốm.

### Cultivares
Algunos cultivares:
- Arroz arborio
- Carnaroli
- Koshihikari
- Yamada Nishiki

## Significación cultural en Corea
En Corea, al arroz se le llama con denominaciones no intercambiables. Ssal (쌀), byeo (벼) o mo (모) son los nombres que se usan según las etapas de crecimiento del arroz. Ssal se refiere a granos pelados de arroz y también al arroz en un sentido genérico. Las plantas de arroz se llaman byeo, mientras que las plántulas de arroz que se cultivan para ser trasplantadas a arrozales se llaman mo. El trasplante de las mo se llama monaegi (모내기), y los campos de arroz se llaman no (논). Dado que otros campos se llaman bat (밭), el término genérico para 'campo agrícola' en coreano es nonbat, que literalmente significa 'campo de arroz y otros campos'. Incluso hay un carácter chino acuñado en coreano para el campo de arroz: 畓 (pronunciado "dap" (답) en coreano). Dado que los arrozales son tierras irrigadas, el carácter es un ideograma compuesto hecho de 水 ('agua', pronunciado "su" (수) en coreano) y 田 ('campo', pronunciado "jeon" (전) en coreano). El término sinocoreano jeondap se usa como sinónimo de nonbat. Al arroz cocido se le llama bap (밥, 'arroz cocido'), juk (죽, 'congee') o nurungji (누룽지, 'arroz chamuscado'), y así sucesivamente según los métodos de cocinado.